# خالتاما باتولغا
خالتاما باتولغا هو سياسي منغولي ومصارع سامبو شغل منصب رئيس منغوليا منذ 10 يوليو 2017. شغل منصب عضو مجلس الدولة العظيم خورال من 2004 إلى 2016 ووزير الطرق والنقل والبناء والتنمية الحضرية من 2008 إلى 2012 قبل مسيرته في السياسة، كان باتولجا بطل مصارعة سامبو.
وُلد خالتما باتولغا في 3 مارس 1963 بمدينة أولان باتور، منغوليا.

## روابط خارجية
- خالتاما باتولغا على موقع مونزينجر (الألمانية)